# Еврейские погромы Вооружённых сил Юга России
Евре́йские погро́мы Вооружённых сил Юга Росси́и — еврейские погромы, совершавшиеся в 1919 году частями Вооружённых сил на Юге России в ходе Гражданской войны в России.

## Общие сведения
Погромы Вооружённых сил Юга России стали одной из самых позорных страниц в истории Белого движения. По отношению к общему числу погромов на Украине в те годы погромы ВСЮР (которые зачастую отождествляются с Добровольческой армией) составляют лишь примерно 1/5, но исследователь проблемы И. Б. Шехтман обратил внимание на то, что «…общее число исчислено за все годы 1918—1921 гг., а погромы Добровольческой армии продолжались всего несколько месяцев. В эти месяцы добровольцы побили все рекорды. Их погромы были интенсивнее других, удар — острее, а число погромов — больше». Общее число погибших от рук добровольцев Шехтман определил в 5325 человек.
На территориях, номинально контролируемых ВСЮР, действовали разнообразные партизанские «атаманы», также совершавшие погромы, иногда под видом белых, и которые, то ли в силу добросовестной ошибки исследователей, то ли в силу намеренной, могли быть тоже отнесены на счет ВСЮР. Исследователь данной темы А. А. Немировский определил количество жертв погромов от рук военнослужащих ВСЮР как «…около 1600 — 1800 человек. Считая с убитыми на дорогах, явно незаконно в контрразведке и т.д. и округляя — 2000 убитых — обоснованный максимум; 2500 убитых крайняя завышенная оценка». При этом исследователь уточнил, что так как в войсках ВСЮР на территориях, где произошли погромы, служило максимум 20—30 тысяч военнослужащих, то соотношение числа военнослужащих и числа жертв погромов говорит о крайне высоком уровне преступности среди военнослужащих войск ВСЮР.
Вместе с этим, погромы добровольцев всего лишь продолжили погромную волну, начатую Петлюрой, Григорьевым и др., и перекатывающеюся по Украине уже на протяжении двух предшествующих лет. При этом погромные настроения местного населения зачастую были куда сильнее армейских и армейскому начальству приходилось оберегать Армию от влияния таких настроений.
Несмотря на то, что после Октябрьской революции 1917 года в рядах Добровольческой армии, боровшейся против большевиков, было достаточное количество евреев как среди офицерского состава, так и среди рядовых, с конца 1918 года в народной среде на Юге России, а также в среде войск стали открыто проявляться антисемитские настроения, связанные со значительной долей евреев среди большевиков. Объединение «антибольшевизма» и «антисемитизма» в сознании добровольцев возникло практически сразу. В условиях слабой системы снабжения Армии, её «самообеспечения» и катастрофического падения дисциплины — евреи и их имущество рассматривались многими как «законная военная добыча». Погромная агитация осуществлялась повсеместно, хотело этого или нет руководство Добровольческой армии. Сводки Освага отмечали случаи антиеврейской агитации, которые велись среди населения «различными подозрительными, часто одетыми в офицерскую форму, лицами, призывающими русское население громить евреев».
Генерал Деникин вспоминал позднее в своих мемуарах: 

Волна антисемитского настроения захлестнула Юг задолго до вступления [Белых] армий в «черту оседлости». Оно проявлялось ярко, страстно, убеждённо — в верхах и низах, в интеллигенции, в народе и в армии; у петлюровцев, повстанцев, махновцев, красноармейцев, зелёных и белых… Войска Вооружённых сил Юга не избегли общего недуга и запятнали себя еврейскими погромами на путях своих от Харькова и Екатеринослава до Киева и Каменец-Подольска.— Деникин А. И. Очерки Русской Смуты
Он же свидетельствовал о резко враждебном отношении к Белым войскам еврейства на всей территории, контролируемой ВСЮР, но считал, что «в какой степени это отношение создавалось a priori и в какой оно становилось следствием насилий, чинимых над евреями войсками, это вопрос трудноразрешимый»: 

 Из армии шли постоянные жалобы на враждебное отношение к ней со стороны еврейского населения; на то, что в случаях вынужденного отхода наших войск из населённых пунктов, постоянно наблюдается выступление еврейской молодёжи, нападения на отдельных чинов и обозы; что нередко против нас действуют отряды, сплошь состоящие из евреев…
Всё же в первый период существования Добровольческой армии (1918 — начало 1919 гг.) погромов удалось избежать. Отношения между Армией и еврейством были настороженными, но не выходящими за рамки терпимости. Влияло на такое положении и то, что в этот период Армия не входила на территории бывшей черты оседлости (исключением явилась Одесса зимой 1918—19 гг., но в ней, стараниями французского командования и одесского диктатора Гришина-Алмазова, погромные настроения удалось пресечь в самом начале).
Погромы начались с вступлением добровольцев в бывшую черту оседлости в результате наступления лета — осени 1919 г. При изучении погромов, производимых Добровольческой армией историк А. С. Пученков указывал на необходимость учитывать, что Добровольческая армия того периода уже кардинально отличалась от Армии, родившейся зимой 1917—1918 гг., — из «белой» она превратилась в «серую» и «грязную». Пришедшие в неё в первый период существования по идейным убеждениям добровольцы уже были выбиты. Призванные в неё по мобилизации отличались низкими моральными качествами. Армейские части, вошедшие на Правобережную Украину, были крайне малочисленны, оторваны от баз снабжения и главного командования (первое обуславливало необходимость заниматься «самоснабжением», второе — сложность поддерживать твёрдую дисциплину в войсках и как результат — её падение) и очень мало напоминали собой регулярную армию. В погромах особенно «отличились» казачьи (например 1-я Терская дивизия генерал-лейтенанта А. Г. Шкуро) и «туземные» (из горских народов Кавказа — например 3-я Чеченская конная дивизия) части, которыми, строго говоря, двигали не антисемитские, а мародёрские устремления. Такого же мнения придерживался исследователь Н. И. Штиф. О разложении Армии может свидетельствовать тот факт, что зачастую Государственной страже, посылаемой на усмирение погромов, приходилось вступать в перестрелки с военными частями, занимающимися погромами.
Погромами занимались не только казаки и «туземцы», но и элитные «цветные» части Добровольческой армии. Так, офицер 2-го конного офицерского Дроздовского полка П. П. Куксин вспоминал: «вообще, ограбить тогда еврея считалось во 2-м конном офицерском Дроздовском полку самым нормальным явлением. К этому все так привыкли, что никто решительно не удивлялся слыша крики несчастных жертв». Другой дроздовец Г. Д. Венус вспоминал, как два эскадрона полка вступили между собой в перестрелку за право ограбить богатого еврея-часовщика: «…первый эскадрон по второму бьет. Каждому, чёрт дери, часики хочется!». Свидетельств о грабежах, погромах существует множество в мемуарах и дневниках гражданской войны написанных в эмиграции участниками Белого движения и просто очевидцами событий. Часто антисемитизм присутствует как само собой разумеющееся поведение и ход мыслей, как конспирология, как мотив насилия, как оправдание преступлений. Вместе с тем масса личных документов, говорящих о постыдности этого явления, о расчеловечивании людей в Гражданской войне в России (см. например "Архив русской революции" И. В. Гессена в 22 томах). Все эти события несомненно были известны в Европе, напр. в Веймарской Германии и серьезным образом повлияли в том числе на политическую практику германского нацизма.
Вместе с этим, ряд исследователей (например, С. П. Мельгунов, Р. Б. Гуль) указывали на то, что от мародёрства добровольческих частей страдало всё местное население, вне зависимости от национальности и вероисповедания, что «погромы были явлениями исключительно стихийного характера» и отрицали наличие какой-то специальной погромной тактики у командования Добровольческой армии; что когда армейское начальство издавало приказы, защищающие евреев от погромов, в армии и местном христианском населении начинался ропот, что начальство, мол, «продалось евреям», а Главноначальствующих Киевской и Харьковской областями А. М. Драгомирова и В. З. Май-Маевского называли «жидовским батькой» и «жидовским покровителем». Обсуждая поступок А. М. Драгомирова, пожертвовавшего 1,5 миллиона рублей на нужды комитета помощи пострадавших от еврейских погромов, общественность вопрошала: «Кто же помогает русским сиротам и вдовам?»
Однако как бы то ни было, но издевательства над евреями, грабежи их имущества, бессудные расправы стали явлениями обычного порядка.

### Особенности погромов производимых добровольцами
По мнению исследователей Н. И. Штифа и И. Б. Шехтман погромы, устраиваемые добровольцами, отличались от предшествующих погромов еврейского населения следующим:
- более организованным характером — погромами занимались целые воинские части, во главе с офицерами;
- изнасилования были массовым явлением;
- погромы сопровождались особой жестокостью и применением пыток;
- крайней разрушительностью, зачастую искоренялись целые еврейские общины.

### Объяснения причин погромов белым командованием
Само командование ВСЮР, в поисках причин производимых войсками погромов, называло два обстоятельства: 

1. антиеврейские настроения местного крестьянского населения, которые неизбежно передались армии, вступившей в эти районы;
2. антиеврейские настроения самих войск, которые считали большевизм и еврейство равнозначными понятиями.

Помощник Главнокомандующего ВСЮР, генерал А. С. Лукомский, в письме к российскому послу во Франции В. А. Маклакову в качестве причины погромного   настроения армии указывал работу чрезвычаек, «производивших самые невероятные зверства над офицерами, солдатами и интеллигенцией городов и деревень», в которых служило большое число евреев.

## Погром в городе Фастове в августе — сентябре 1919 г.
Крупнейший погром, устроенный Добровольческой армией. «Тихий» погром (разграбление еврейского имущества с немногочисленными случаями физического насилия) начался 24 августа (6 сентября) 1919 года и продолжался до начала сентября, несмотря на то, что еврейское население с восторгом встретило добровольцев. В результате вылазки Красной армии Фастов на один день вновь перешёл под её контроль. 9 (22) сентября 1919 года, после возвращения в город сил Добровольческой армии, представленных терскими казачьими частями (2-я пластунская бригада под командованием Генерального штаба полковника В. Ф. Белгородцева), евреи были обвинены в пособничестве большевикам и начался погром, принявший необычайно жестокий характер. Резня еврейского населения продолжалась до 15 (28) сентября. Сведения об убитых разнились у разных исследователей: от 500 человек до 2000 человек убитыми (при этом нужно учитывать факт ведения в городе трёхдневного боя между красными и белыми войсками, жертвы которого также автоматически приплюсовывались к жертвам погромщиков); около 2000 раненых и покалеченных; сотни еврейских девушек-подростков, женщин и старух были изнасилованы. Были практически полностью уничтожены огнём все строения города, принадлежащие евреям. Были оскорблены религиозные чувства евреев. В погроме приняло самое активное участие местное крестьянское население; для вывоза награбленного имущества в Фастов хлынули из окрестных деревень сотни подвод. Тема фастовского погрома активно использовалась в качестве средства агитации как в советской, так и в петлюровской прессе.

## Погром в городе Киеве 3 — 6 октября 1919 г.
Войска Добровольческой армии вошли в Киев 18 (31) августа 1919 года, встретив восторженный приём значительной части местного населения, которая вся была пронизана антисемитскими настроениями. Усилиями армейского начальства и общественных деятелей погромов в этот период удалось избежать, населению внушалось, что «суд над злодеями должен быть суровым и будет таковым, но самосуд недопустим». В период августа — сентября власти удалось поддерживать минимальный порядок в городе, но даже в этот период погибло около ста евреев.
Ситуация коренным образом изменилась после того, как в результате дерзкого налёта Красной армии удалось кратковременно выбить белых из Киева 1 (14) октября 1919 года. Вместе с добровольцами, спасаясь от большевиков, город покинуло порядка 60 тысяч местных жителей, но среди них практически не было евреев, на что сразу же было обращено всеобщее внимание. Был сделан вывод, что евреям приход большевиков в город ничем не угрожает. Кроме того, как это постоянно бывало во времена Гражданской войны, начали распространяться слухи, что евреи стреляли по отступающим добровольцам, обливали отходящие через город части из окон кипятком и кислотой и тому подобное (что впоследствии, в результате расследований, конечно же, оказалось вымыслом). Уже к 3 (16) октября 1919 года большевики были выбиты из города и добровольческие части и беженцы вернулись в Киев. Начался погром, который удалось установить только к 6 (19) октября 1919 года, когда в Киев вернулось армейское командование во главе с А. М. Драгомировым. В первые дни, а вернее ночи, так как погромом занимались в основном только по ночам рядовые добровольцы, вышедшие из-под контроля своих офицеров, противодействие властей и командования было недостаточное.
В дни этого погрома еврейскому населению удалось выработать тактику защиты от погромов. Так как было очевидно, что погром происходит вопреки воле властей и командования, жители целых домов и кварталов, которые полагали, что их собираются «громить», начинали, стоя у открытых окон дома, все дружно кричать, бить в металлическую посуду и создавать прочие громкие звуки, для привлечения внимания. Погромщики, опасаясь, что на крики жертв прибудет государственная стража или специально созданные армейским командованием для патрулирования города офицерские патрули, как правило отступали. Именно об этом явлении киевский публицист и общественный деятель В. В. Шульгин написал свою знаменитую статью «Пытка страхом».
Историки по-разному оценивают число жертв погрома: по их данным за всё время было убито от 300 до 600 евреев (при этом нужно учитывать факт ведения в городе боя между красными и белыми войсками, жертвы которого также автоматически приплюсовывались к жертвам погромщиков), несколько тысяч ранено и покалечено, несколько сотен женщин изнасиловано. Практически полностью был разрушен хозяйственный механизм города, так как были закрыты все магазины и прочие коммерческие учреждения. Впрочем, информированные очевидцы событий В. В. Шульгин и А. А. Гольденвейзер сообщали о «десятках убитых». Шульгин же решительно опровергал оценки убитых погромщиками как «сотни». По его мнению такие оценки были «не просто преувеличены…, а преувеличены телескопически».
В результате активных действий властей погром удалось остановить. К пойманным погромщикам суды начали выносить смертные приговоры, которые все были приведены в исполнение. Предпринимались многочисленные попытки идейно ослабить волну антисемитизма. Газеты взывали к государственному чувству граждан, указывая, что погромы играют на руку большевикам и производят неблагоприятное впечатление на союзников. Видными представителями киевской еврейской общественности был создан «Еврейский комитет содействия возрождения России» — организация, подчеркнуто лояльная к Добровольческой армии.

## Причины погромов
Украинские историки О. В. Козерод и С. Я. Бриман выделяли три типа причин, толкавших военнослужащих Добровольческой армии на совершение погромов (расположение по степени важности):
1. Стремление к наживе;
2. Антисемитизм как таковой;
3. Стремление отомстить за то или иное участие евреев в большевизме (личные мотивы).

По мнению исследователя А. А. Немировского, участие или не участие в погромах прежде всего зависело от морального облика и уровня дисциплины в конкретных частях (который был различным у разных частей) ВСЮР, а не от программы, идеологии (которые для всех частей были одинаковы) или политического антисемитизма белого командования.

## Части ВСЮР, занимавшиеся погромами
Исследователь А. А. Немировский обратил внимание на необходимость выделять в составе частей ВСЮР, воевавших в «черте оседлости», части действительно занимавшиеся погромами, но не огульно обвинять в погромах всех военнослужащих ВСЮР. Погромы очень редко совершали офицеры-неказаки; редко — солдаты-неказаки; чаще — казаки; массово — казаки-горцы, особенно «отличились» национальные части из чеченцев и ингушей (менее всего побуждаемые к погромным действиям наличием у них какой-либо идеологической или националистической программы). Среди всех частей ВСЮР на долю двух приходится до 50% всех жертв погромов — это 2-я Терская пластунская бригада и Волчанский партизанский отряд.

## Влияние погромов на Вооружённые силы Юга России
По мнению историка А. С. Пученкова, еврейские погромы оказались одним из факторов, погубивших Белое дело. Они вредили популярности белых в глазах западных союзников, стали козырной картой красной пропаганды; явились фактором углубления разложения Армии; наконец, эти бесчеловечные акты показали всему миру несостоятельность белых как государственной власти.

### Архивные документы
- Книга погромов (фрагменты) — избранная документация.
- Стенографический отчет о встрече еврейской делегации с генералом Деникиным (опубликован в апреле (№ 17) – мае (№ 18) 1923 года Берлинским журналом «Рассвет») // Лехаим : Журнал. — 2005. — Т. 164, № 12.

### Другие языковые разделы
- Антисемитизм на Украине